# Siddhartha Mukherjee
Siddhartha Mukherjee (bengalsko : সিদ্ধার্থ মুখার্জী), indijsko-ameriški onkolog, imunolog in pisec, * 21. julij 1970, New Delhi, Indija.
Najbolj znan je po svoji knjigi iz leta 2010, Kralj vseh bolezni: biografija raka (izvirni naslov: The Emperor of All Maladies: A Biography of Cancer), ki je med drugim prejela pomembne literarne nagrade, vključno s Pulitzerjevo nagrado za splošno stvarno literaturo leta 2011  in nagrado Guardian First Book Award. Revija Time je knjigo leta 2011 uvrstila na seznam "100 najboljših stvarnih del vseh časov " (100 najvplivnejših knjig dvajsetega stoletja). Njegova knjiga Gen - intimna zgodovina (izvirni naslov: The Gene: An Intimate History) iz leta 2016 se je uvrstila na prvo mesto na seznamu najbolje prodajanih knjig The New York Timesa in bila med 100 najboljšimi knjigami leta 2016 po izboru The New York Times ter finalistka za nagrado Wellcome Trust Prize in nagrado Kraljeve družbe za znanstvene knjige.
Po končanem srednješolskem izobraževanju v Indiji je Mukherjee študiral biologijo na Univerzi Stanford, pridobil doktorat fil. z Univerze v Oxfordu kot Rhodesov štipendist in doktor medicine na Univerzi Harvard. Leta 2009 se je pridružil New York–Presbyterian Hospital / Columbia University Medical Center v New Yorku. Od leta 2018 je izredni profesor medicine na oddelku za hematologijo in onkologijo.
Mukherjee, po reviji Time 100 uvrščen na seznam najvplivnejših ljudi, piše za The New Yorker in je kolumnist v The New York Timesu . Je del skupine zdravnikov-pisateljev (kot sta Oliver Sacks in Atul Gawande), ki so »preoblikovali javni diskurz o zdravju ljudi«, in generaciji bralcev omogočili redek in intimen vpogled v življenje znanosti in medicine. Njegove raziskave obravnavajo fiziologijo rakavih celic, imunološko terapijo krvnih rakov in odkritje matičnih celic, ki tvorijo kosti in hrustanec, v okostju vretenčarjev.
Indijska vlada mu je leta 2014 podelila četrto najvišje civilno priznanje, Padma Shri . 

## Zgodnje življenje in izobraževanje
Siddhartha Mukherjee se je rodil v bengalski brahmanski družini v New Delhiju v Indiji. Njegov oče, Sibeswar Mukherjee, je bil izvršni direktor pri Mitsubishiju, njegova mati Chandana Mukherjee pa je bila nekoč učiteljica v Kalkuti (zdaj Kolkata ). Obiskoval je šolo St. Columba's School v Delhiju in tam leta 1989 prejel najvišje šolsko priznanje 'Sword of Honour'. Med študijem biologije na Univerzi Stanford je delal v laboratoriju Nobelovega nagrajenca Paula Berga.Njegova naloga je bilo določanje celičnih genov, ki spreminjajo vedenje rakavih celic. Leta 1992 je postal član združenja Phi Beta Kappa in leta 1993 diplomiral iz naravoslovnih znanosti.
Mukherjee je na Magdalen College Univerze v Oxfordu prejemal Rhodesovo štipendijo za doktorski študij, v sklopu katerega je raziskoval mehanizem aktivacije imunskega sistema z virusnimi antigeni. Doktoriral je leta 1997, in sicer z doktorsko disertacijo, naslovljeno Obdelava in predstavitev virusnih antigenov. Po tem je obiskoval Harvard Medical School in leta 2000 postal še doktor medicine.  Med letoma 2000 in 2003 je delal kot specializant interne medicine v Splošni bolnišnici Massachusetts. Med letoma 2003 in 2006  je v Bostonu specializiral onkologijo kot sodelavec na Inštitutu za raka Dana–Farber (ki deluje v okviru medicinske šole Harvard).  